# سنجاقی‌کپک‌سانان
سنجاقی‌کپک‌سانان(نام علمی: Mucorales) نام یک راسته از subdivision قارچ‌های سنجاقی است.